# Kwintylian

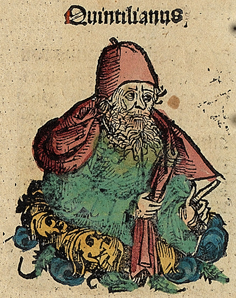
Kwintylian (ilustracja z Kroniki norymberskiej), 1493.

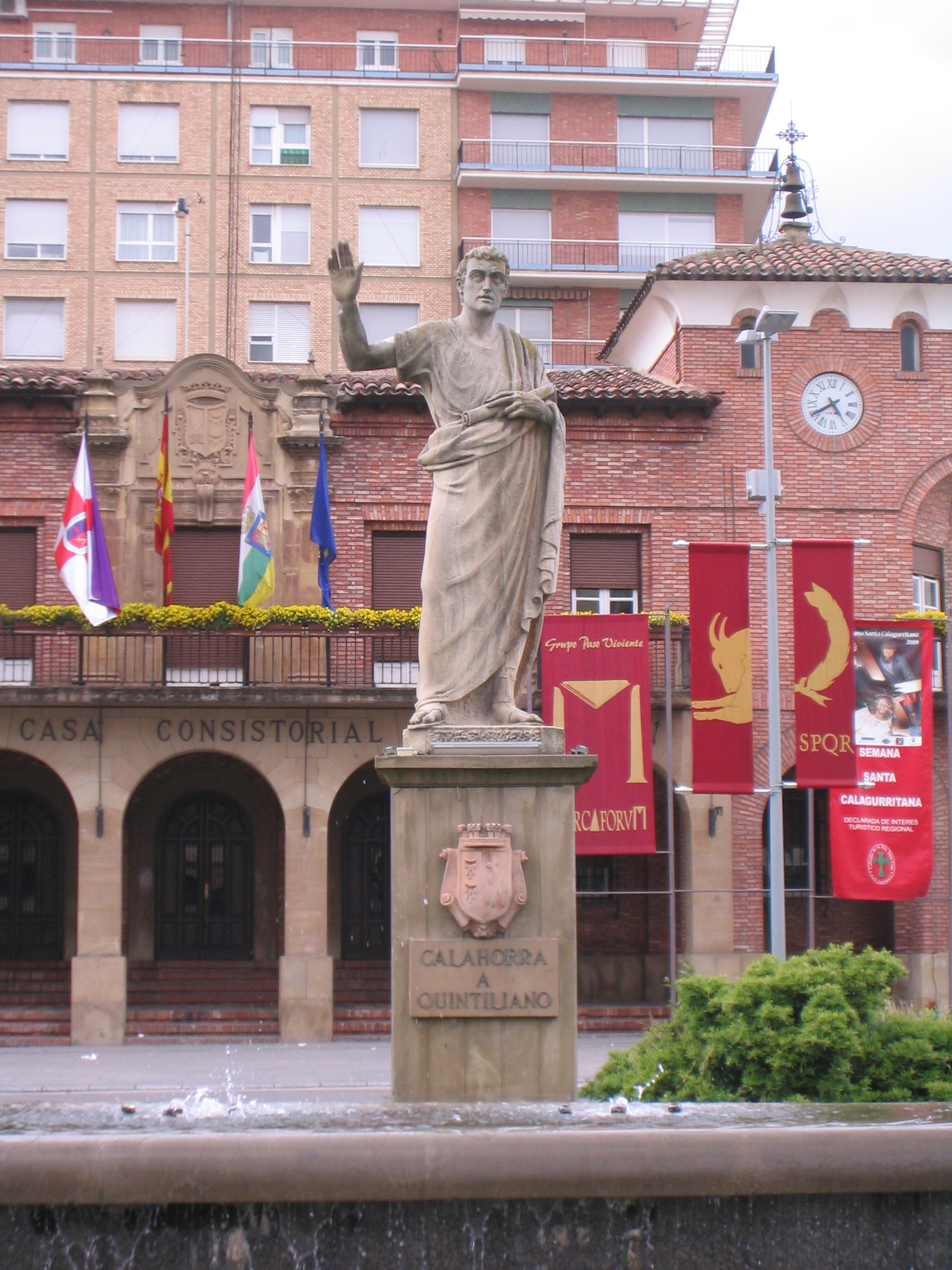
Pomnik Kwintyliana w Calahorra (Hiszpania)

Marcus Fabius Quintilianus (ok. 35 – ok. 96) – rzymski retor i pedagog w dziedzinie teorii wymowy. Pierwszy płatny z kasy państwowej nauczyciel retoryki.

## Życiorys
Kwintylian urodził się w Calagurris (obecnie Calahorra w Hiszpanii) i z zawodu był adwokatem. Najprawdopodobniej także jego ojciec był retorem. W wieku lat pięćdziesięciu ożenił się z młodziutką dziewczyną, która jednak po kilku latach małżeństwa zmarła, pozostawiając dwóch synów (obaj zmarli w wieku dziecięcym). Został kierownikiem pierwszej państwowej szkoły retorycznej, założonej przez Wespazjana. Natomiast cesarz Domicjan zaangażował Kwintyliana na nauczyciela synów swojej siostrzenicy, Domitilli.

## Twórczość
Jego najważniejsze dzieło w 12 księgach Kształcenie mówcy (łac. Institutionis oratoriae libri XII) zawiera nie tylko teorię wymowy, ale i uwagi o wychowaniu oraz ideał nauczyciela. Rękopis z pełnym dziełem Kwintyliana odkrył (w opactwie Sankt Gallen w Szwajcarii) i rozpropagował włoski humanista Poggio Bracciolini w roku 1416, choć różne wersje tekstu znane były już od wieku IX.

## Poglądy
Według Kwintyliana mowa powinna uczyć, bawić i motywować. Podczas wygłaszania mowy niezwykle istotna jest gestykulacja, bez której przemówienie jest nieudolne.
Aby poprawnie zbudować mowę, należy uwzględnić następujące elementy:
- inventio – zebranie materiału;
- dispositio – skomponowanie materiału;
- elocutio – nadanie odpowiedniej formy stylistycznej;
- memoria – zapamiętanie mowy;
- actio – wygłoszenie mowy.

Dobry mówca powinien być dobrze wykształcony, znać teorię wymowy, a także mieć nieposzlakowane zasady moralne. Za wzór wymowy stawiał Cycerona (który skądinąd był też najsławniejszym rzymskim teoretykiem wymowy i to na jego pracach przeważnie bazował Kwintylian).
Kwintylian dowodził, że wychowanie zbiorowe przynosi o wiele więcej korzyści niż nauczanie prywatne, argumentując to tym między innymi, że przyszły mówca będzie żył wśród ludzi, więc jak najwcześniej powinien się do tego przyzwyczajać. Zwracał uwagę na zawierane w szkole przyjaźnie, które łączą ludzi na całe życie. W szkole uczniowie uczą się nie tylko od nauczyciela, ale i od siebie nawzajem. Te i inne jego wywody przyczyniły się do upowszechnienia idei zbiorowego nauczania w Rzymie.
Przedstawiona przez niego pierwsza teoria szkoły publicznej powinna spełniać następujące warunki:
- odpowiednio dostosowany do wieku uczniów program nauczania,
- dobry nauczyciel,
- stosowanie przemienności lekcji,
- robienie przerw między lekcjami,
- zapewnienie uczniom wypoczynku.

Kwintylian został obdarzony godnością konsula przez Domicjana za zasługi w dziedzinie nauczania. Do jego uczniów należał Pliniusz Młodszy.